# Municipio Vila Vila
Das Municipio Vila Vila ist ein Verwaltungsbezirk im Departamento Cochabamba im südamerikanischen Anden-Staat Bolivien.

## Lage im Nahraum
Das Municipio Vila Vila ist eines von drei Municipios der Provinz Mizque. Es grenzt im Nordwesten an die Provinz Esteban Arce, im Südwesten an das Departamento Potosí, im Osten an das Municipio Mizque und im Norden an das Municipio Alalay.
Der zentrale Ort des Municipios ist Vila Vila mit 650 Einwohnern im östlichen Teil des Municipios. (Volkszählung 2012)

## Geographie
Das Municipio Vila Vila liegt zwischen den Gebirgsketten der Cordillera Oriental und der Cordillera Central. Das Klima ist geprägt durch ganzjährig frühlingshafte Temperaturen und geringe Niederschläge.
Die Jahresdurchschnittstemperatur der Region liegt bei etwa 20 °C (siehe Klimadiagramm), wärmster Monat ist der November mit einem Durchschnittswert von gut 22 °C, kälteste Monate sind Juni und Juli mit etwa 17 °C. Der mittlere Jahresniederschlag beträgt 550 mm, wobei von April bis Oktober Trockenzeit mit Niederschlägen unter 25 mm herrscht, feuchteste Monate im langjährigen Durchschnitt sind die Monate Dezember bis Februar mit mehr als 100 mm.

## Bevölkerung
Die Einwohnerzahl ist zwischen 1992 und 2024 um knapp ein Drittel angestiegen:
| Jahr | Einwohner | Quelle       |
| ---- | --------- | ------------ |
| 1992 | 4170      | Volkszählung |
| 2001 | 4591      | Volkszählung |
| 2012 | 5459      | Volkszählung |
| 2024 | 5220      | Volkszählung |

Die Bevölkerungsdichte des Municipios betrug 8,7 Einwohner/km² bei der letzten Volkszählung von 2024, der Anteil der städtischen Bevölkerung ist 0,0 Prozent.
Die Lebenserwartung der Neugeborenen lag im Jahr 2001 bei 48,7 Jahren.
Der Alphabetisierungsgrad bei den über 19-Jährigen beträgt 50,5 Prozent, und zwar 65,9 Prozent bei Männern und 36,0 Prozent bei Frauen (2001).

## Politik
Ergebnis der Regionalwahlen (concejales del municipio) vom 4. April 2010:
| Wahl- berechtigte |  | Wahl- beteiligung | gültige Stimmen |  | MAS-IPSP |
| ----------------- |  | ----------------- | --------------- |  | -------- |
| 1.555             |  | 1.372             | 1.175           |  | 1.175    |
|                   |  | 88,2 %            | 85,6 %          |  | 100,0 %  |

Ergebnis der Regionalwahlen (elecciones de autoridades políticas) vom 7. März 2021:
| Wahl- berechtigte |  | Wahl- beteiligung | gültige Stimmen |  | MAS-IPSP | SOMOS  | SÚMATE | MTS    | UNIDOS.CBBA | FPV    |
| ----------------- |  | ----------------- | --------------- |  | -------- | ------ | ------ | ------ | ----------- | ------ |
| 1.781             |  | 1.567             | 1.418           |  | 1.340    | 21     | 18     | 17     | 10          | 6      |
|                   |  | 87,98 %           | 90,49 %         |  | 94,50 %  | 1,48 % | 1,27 % | 1,20 % | 0,71 %      | 0,42 % |

## Gliederung
Das Municipio Vila Vila untergliedert sich in die folgenden beiden Kantone (cantones):
- 03-1302-01 Kanton Vila Vila – 33 Ortschaften – 4.965 Einwohner
- 03-1302-02 Kanton Siquimira – 3 Ortschaften – 494 Einwohner

## Ortschaften im Municipio Vila Vila
- Kanton Vila Vila
  - Vila Vila 650 Einw. – Sivingani Sud 175 Einw. – Kaspi Corral 122 Einw. – Sotace 105 Einw. – Zapallar 84 Einw.

- Kanton Siquimira
  - Sikimira 463 Einw.